# Willow Creek (Califórnia)
Willow Creek é uma Região censo-designada localizada no estado americano da Califórnia, no Condado de Humboldt.

## Demografia
Segundo o censo americano de 2000, a sua população era de 1743 habitantes.

## Geografia
De acordo com o United States Census Bureau tem uma área de
529,7 km², dos quais 529,3 km² cobertos por terra e 0,4 km² cobertos por água. Willow Creek localiza-se a aproximadamente 186 m acima do nível do mar.

## Localidades na vizinhança
O diagrama seguinte representa as localidades num raio de 40 km ao redor de Willow Creek.